# Apophthisis pullata
Apophthisis pullata är en fjärilsart som beskrevs av Braun 1915. Apophthisis pullata ingår i släktet Apophthisis och familjen styltmalar. Inga underarter finns listade i Catalogue of Life.